# La Femme du vent (album)
Albums de Anne Sylvestre
Anne Sylvestre chante… Vous aviez ma belle
La Femme du vent est un album d'Anne Sylvestre paru chez Philips. Sans titre, il est aussi appelé Anne Sylvestre no 2 mais porte généralement pour nom le titre de sa première chanson.

## Historique
C'est le deuxième album d'Anne Sylvestre, qui écrit et compose toutes les chansons.

Le dos de la pochette reproduit un texte manuscrit de Georges Brassens, qui fait l'éloge d'Anne Sylvestre : 

« Sans contorsion, grâce à la qualité de son œuvre et à la dignité de son interprétation, elle a conquis ses adeptes, ses amis, un par un et définitivement,. »

Le dos de la pochette comporte aussi une photographie montrant Georges Brassens et Anne Sylvestre.

## Titres
Face A :
| No | Titre            | Durée      |
| -- | ---------------- | ---------- |
| 1. | La Femme du vent | 3 min 00 s |
| 2. | Bergerade        | 2 min 55 s |
| 3. | Les Punaises     | 1 min 42 s |
| 4. | Éléonore         | 3 min 12 s |

Face B :
| No | Titre                                            | Durée      |
| -- | ------------------------------------------------ | ---------- |
| 1. | Histoire ancienne                                | 2 min 35 s |
| 2. | Moire et Satin ou Petite chanson sans importance | 2 min 00 s |
| 3. | Quatre saisons                                   | 2 min 32 s |
| 4. | Valse-Marine                                     | 2 min 10 s |

## Musiciens
- Contrebasse : Pierre Nicolas, François Rabbath
- Guitare : Barthélémy Rosso,
- Flûte, piccolo : Roger Bourdin
- Hautbois, cor anglais : Claude Maisonneuve, André Chevalet
- Batterie : Armand Cavallaro
- Photographies : Wiezniak[1]

## Production
- Philips
- Société nouvelle des éditions Tutti